# Teguise (kommunhuvudort)
Teguise är en kommunhuvudort i Spanien.   Den ligger i provinsen Provincia de Las Palmas och regionen Kanarieöarna, i den sydvästra delen av landet, 1 500 km sydväst om huvudstaden Madrid. Teguise ligger 286 meter över havet och antalet invånare är 19 418. Den ligger på ön Lanzarote.
Terrängen runt Teguise är kuperad österut, men västerut är den platt.Runt Teguise är det ganska glesbefolkat, med 47 invånare per kvadratkilometer. Närmaste större samhälle är Arrecife, 10,9 km söder om Teguise. Omgivningarna runt Teguise är i huvudsak ett öppet busklandskap.